# Агафоновка (река)
Агафоновка — река в Томской области России, левый приток Улуюла. Устье реки находится в 295 км от устья Улуюла по левому берегу. Протяжённость реки 11 км.

## Данные водного реестра
По данным государственного водного реестра России относится к Верхнеобскому бассейновому округу, водохозяйственный участок реки — Чулым от водомерного поста села Зырянское до устья, речной подбассейн реки — Чулым. Речной бассейн реки — (Верхняя) Обь до впадения Иртыша.
Код водного объекта — 13010400312115200021971.